# District métropolitain de Tamale
Le district métropolitain de Tamale (anciennement district municipal de Tamale Tamale Metropolitan District, en anglais) est l’un des 20 districts de la Région du Nord au Ghana.

## Villes et villages du district

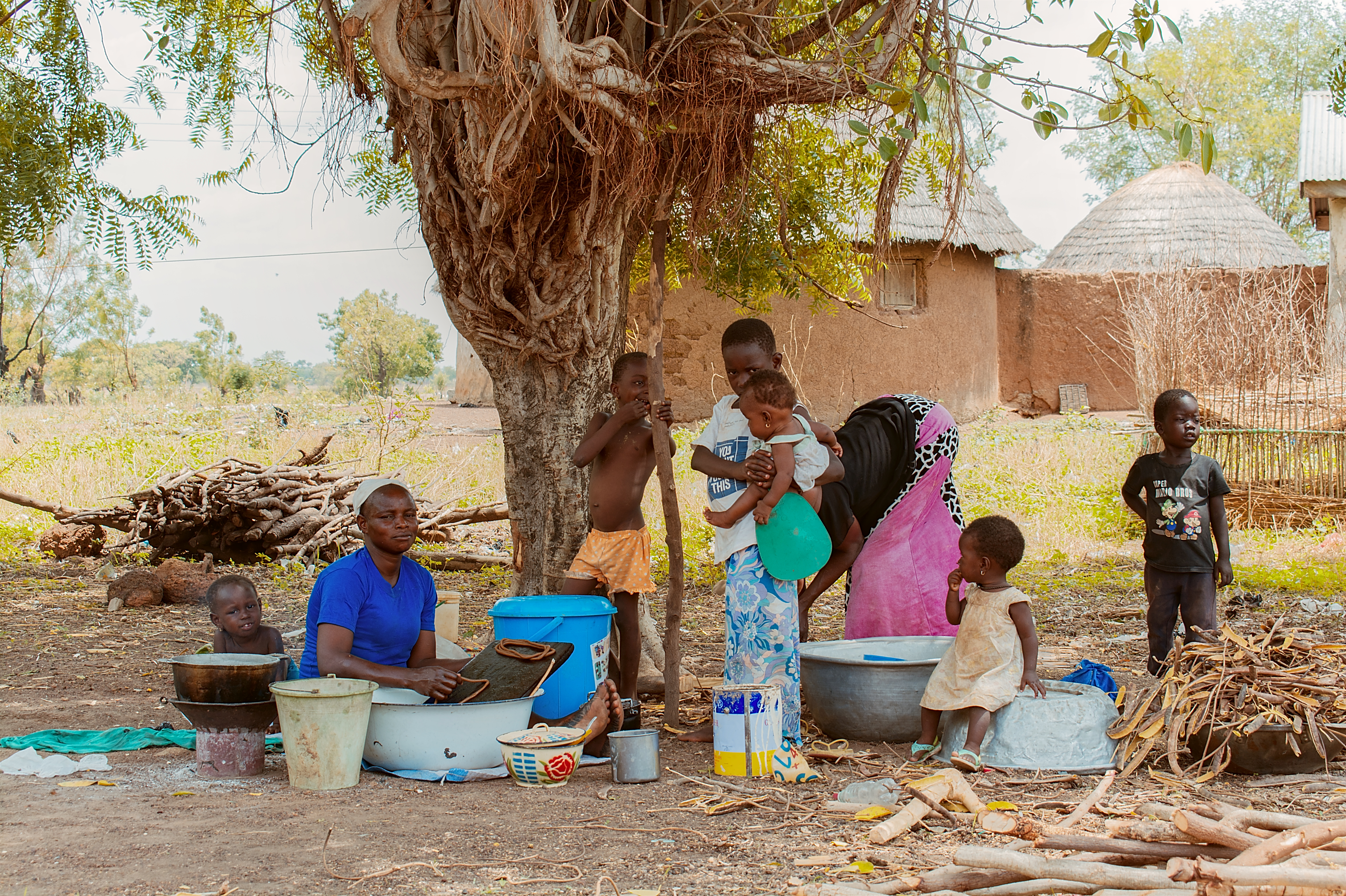
Famille dans un village.

| - Tamale - Kakpayili (Kapayili) - Kanvilli - Shishegu - Gurugu | - Vitting - Jisonayili - Zagyuli - Kukuo - Gbambaya | - Yong Dakpiemyili - Kamina Barracks - Nakpanzuo - Maleshegu - Zujung | - Yilonayili - Dungu - Barwa Barracks - Katariga - Kogni |

## Sources
- (en)
- (en) Site de Ghanadistricts